# UCI Africa Tour 2009
L'UCI Africa Tour 2009 fu la quinta edizione dell'UCI Africa Tour, uno dei cinque circuiti continentali di ciclismo dell'Unione Ciclistica Internazionale. Era composto inizialmente da ventisei corse, poi ridotte a diciotto effettive, che si svolsero tra ottobre 2008 e settembre 2009 in Africa.

## Calendario

### Ottobre 2008
| Data | Prova                                     | Cat. | Vincitore        | Squadra                   |
| ---- | ----------------------------------------- | ---- | ---------------- | ------------------------- |
| 2-5  | Grand Prix Chantal Biya                   | 2.2  | Thomas Rostollan | AVC Aix-en-Provence       |
| 9-18 | Tour du Sénégal                           | 2.2  | Joeri Calleeuw   | Jong Vlaanderen-Bauknecht |
| 19   | Pick n Pay Amashovashova National Classic | 1.2  | Malcolm Lange    | Team MTN                  |
| 24-2 | Tour du Faso                              | 2.2  | Guy Smet         | Belgio                    |

### Novembre 2008
| Data | Prova                            | Cat. | Vincitore            | Squadra   |
| ---- | -------------------------------- | ---- | -------------------- | --------- |
| 7    | Campionati africani-Crono        | CC   | Jay Robert Thomson   | Sudafrica |
| 7    | Campionati africani-Crono U23    | CC   | Daniel Teklehaimanot | Eritrea   |
| 11   | Campionati africani-In linea     | CC   | Dan Craven           | Namibia   |
| 11   | Campionati africani-In linea U23 | CC   | Hichem Chaabane      | Algeria   |

### Gennaio
| Data  | Prova                     | Cat. | Vincitore          | Squadra            |
| ----- | ------------------------- | ---- | ------------------ | ------------------ |
| 13-18 | La Tropicale Amissa Bongo | 2.1  | Matthieu Ladagnous | Française des Jeux |

### Febbraio
| Data  | Prova                         | Cat. | Vincitore          | Squadra                   |
| ----- | ----------------------------- | ---- | ------------------ | ------------------------- |
| 10-15 | Tour d'Égypte                 | 2.2  | Christoph Springer | Heraklion-Nessebar-Kastro |
| 13    | Worlds View Challenge 1       | 1.1  | Annullata          |                           |
| 14    | Worlds View Challenge 2       | 1.1  | Annullata          |                           |
| 15    | Worlds View Challenge 3       | 1.1  | Annullata          |                           |
| 17    | Grand Prix de Sharm el-Sheikh | 1.2  | Ivajlo Gabrovski   | Heraklion-Nessebar-Kastro |
| 20-1  | Tour du Cameroun              | 2.2  | David Clarke       | Nordland-Hambourg         |

### Marzo
| Data  | Prova                     | Cat. | Vincitore       | Squadra         |
| ----- | ------------------------- | ---- | --------------- | --------------- |
| 4     | Giro del Capo Challenge 1 | 1.2  | Robert Hunter   | Team Barloworld |
| 5     | Giro del Capo Challenge 2 | 1.2  | Chris Froome    | Team Barloworld |
| 6     | Giro del Capo Challenge 3 | 1.2  | Steven Cummings | Team Barloworld |
| 8     | Giro del Capo Challenge 4 | 1.2  | Arran Brown     | Team Medscheme  |
| 14-20 | Tour de Libye             | 2.2  | Annullata       |                 |
| 29-5  | Tour d'Afrique du Sud     | 2.2  | Annullata       |                 |

### Aprile
| Data  | Prova                          | Cat. | Vincitore            | Squadra   |
| ----- | ------------------------------ | ---- | -------------------- | --------- |
| 7     | Grand Prix Banque de l'Habitat | 1.2  | Annullata            |           |
| 10-19 | Tour du Maroc                  | 2.2  | Aleksandr D'movskich | Brisaspor |

### Agosto
| Data  | Prova                    | Cat. | Vincitore | Squadra |
| ----- | ------------------------ | ---- | --------- | ------- |
| 10-15 | Tour Ivoirien de la Paix | 2.2  | Annullata |         |
| 30-6  | Tour de l'Angola         | 2.2  | Annullata |         |

### Settembre
| Data | Prova                                    | Cat. | Vincitore   | Squadra        |
| ---- | ---------------------------------------- | ---- | ----------- | -------------- |
| 13   | Powerade Dome 2 Dome Cycling Spectacular | 1.2  | Arran Brown | Team Medscheme |

## Classifiche
Risultati finali.
| Pos. | Corridore            | Squadra         | Punti |
| ---- | -------------------- | --------------- | ----- |
| 1    | Dan Craven           | Rapha Condor    | 123   |
| 1    | Jamie Ball           | House of Paint  | 123   |
| 3    | Guy Smet             |                 | 92    |
| 4    | Jay Robert Thomson   | Team MTN        | 89    |
| 5    | Filipe Cardoso       | Liberty Seguros | 87    |
| 6    | Sadrak Teguimaha     |                 | 79    |
| 7    | Daryl Impey          | Barloworld      | 78    |
| 8    | Joeri Calleeuw       | Jong Vl.        | 77    |
| 9    | Aleksandr Dymovskikh |                 | 76    |
| 10   | Hassan Zahboune      |                 | 75    |

| Pos. | Squadra                   | Punti |
| ---- | ------------------------- | ----- |
| 1    | Team Barloworld           | 261   |
| 2    | Team MTN                  | 195   |
| 3    | Rapha Condor              | 144   |
| 4    | Liberty Seguros           | 133   |
| 5    | House of Paint            | 129   |
| 6    | CCC Polsat-Polkowice      | 109   |
| 7    | Doha Team                 | 99    |
| 8    | Heraklion-Nessebar        | 88    |
| 9    | Team Neotel-Stegcomputer  | 86    |
| 10   | Jong Vlaanderen-Bauknecht | 77    |

| Pos. | Nazione      | Punti   |
| ---- | ------------ | ------- |
| 1    | Sudafrica    | 1 050,5 |
| 2    | Tunisia      | 453,98  |
| 3    | Algeria      | 309     |
| 4    | Camerun      | 228     |
| 5    | Burkina Faso | 141     |
| 6    | Marocco      | 139     |
| 7    | Libia        | 134     |
| 8    | Lesotho      | 123     |
| 8    | Namibia      | 123     |
| 10   | Eritrea      | 100     |